# Erysiphe flexuosa

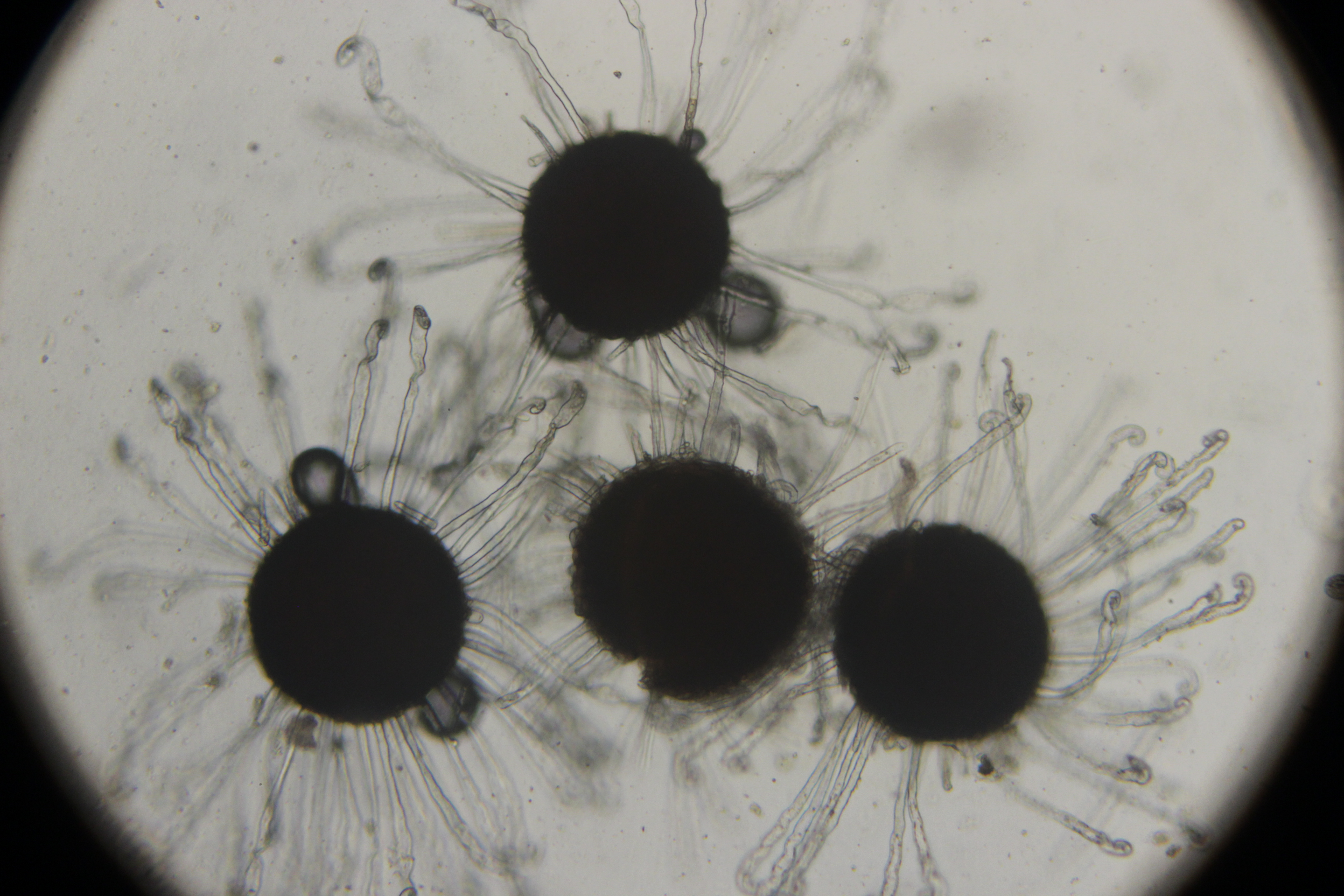
Owocniki z przyczepkami

Erysiphe flexuosa (Peck) U. Braun & S. Takam. – gatunek grzybów należący do rodziny mączniakowatych (Erysiphaceae). Grzyb mikroskopijny, pasożyt bezwzględny, u kasztanowca wywołujący chorobę o nazwie mączniak prawdziwy kasztanowca zaliczaną do grupy mączniaków prawdziwych.

## Systematyka i nazewnictwo
Pozycja w klasyfikacji według Index Fungorum: Erysiphe, Erysiphaceae, Helotiales, Leotiomycetidae, Leotiomycetes, Pezizomycotina, Ascomycota, Fungi.
Po raz pierwszy opisał go w 1872 r. Charles Horton Peck, nadając mu nazwę Uncinula flexuosa. W 2000 r. Uwe Braun i Susumu Takamatsu przenieśli go do rodzaju Erysiphe. Synonimy:
- Uncinula flexuosa Peck 1872
- Uncinuliella flexuosa (Peck) U. Braun 1981

## Morfologia
Objawy
Na obydwu stronach liści powstaje cienki, powierzchowny, białawy lub szarawobiały, pajęczynowaty nalot grzybni. W rozproszeniu lub w grupach powstają na nim drobne, czarniawe owocniki.
Cechy mikroskopowe
Grzybnia powietrzna zbudowana ze słabo rozgałęzionych, septowanych, szklistych, gładkich strzępek o szerokości 2–6(–7,5) μm. Ssawki kulisto-elipsoidalne, gruszkowate do nieregularnych, 5,0–10,0 × 7,5–12 μm. Appressoria płatkowate, pojedyncze lub w parach, naprzeciwległe, o średnicy 3–8 μm. Konidiofory powstające z pełzających strzępek, boczne, wyprostowane, komórki podstawne proste, cylindryczne do zakrzywionych lub giętko-krętych, 15–45 × 5–11,5 μm, po których następują (0–)1–2(–3) krótsze komórki, czasami po których następuje pojedyncza komórka o mniej więcej tej samej długości lub nieco dłuższa. Konidia pojedyncze, cylindryczne, 25–40(–46) x 9–17 μm. Owocnik typu klejstotecjum, prawie kulisty (65–)80–150(–170) μm średnicy, kolor od opalenizny Sienna do czerwieni angielskiej. Perydium złożone z dwóch warstw, warstwa zewnętrzna, która tworzy wypustki, pełna, szklista do pomarańczowo-białej, warstwa wewnętrzna złożona z wielokątnych komórek, 5–27 μm średnicy, opalenizna Sienna do czerwieni angielskiej. Długie wprzyczepki mniej lub bardziej równikowe, 20–60, 0,5–1,5 razy dłuższe niż średnica owocnika (ok. 100–180 μm długości), 4,5–8,5 μm szerokości u podstawy, bezprzegrodowe, szkliste lub czasami brązowawe u samej podstawy i nieco zwiększające się w kierunku wierzchołka, 7–12 μm szerokości powyżej, ściana nieco pogrubiona poniżej, ok. 1,5–2,2 μm i cienka powyżej, ok. 0,5–1,0 μm, gładka do chropowatej poniżej, część wierzchołkowa falisto-helikoidalna, końcówki ściśle okrążone, ledwie powiększone. Przyczepki krótkie są szczeciniaste, rozrzucone w górnej połowie, proste, 10–50 × 3–7,5 μm, nieco zawężone w kierunku wierzchołka, szkliste, bezprzegrodowe, o chropowatych ścianach. Worki 5–12(–19), workowate, siedzące lub na krótkiej nóżce, 40–70 × 25–40 μm (5–)6–8-zarodnikowe. Askospory elipsoidalno-jajowate, jednokomórkowe, bezbarwne (10–)15–28 × 9–13 μm.
Występuje w Ameryce Północnej, Europie i Azji, także w Polsce (podany jako Uncinula flexuosa).